# Wade Wells
Wade Wells es un personaje de ficción de la serie de televisión de ciencia ficción Sliders interpretado por Sabrina Lloyd.

## Biografía ficticia
Wade Wells era estudiante de poesía y literatura en la Universidad de California (misma donde Quinn Mallory estudiaba física y el profesor Maximillian Arturo impartía clases de ontología), así como trabajaba en una tienda de computadoras al lado de Quinn. Tenía vivos a ambos padres y además a una hermana, y tenía una gata de mascota. Viajó voluntariamente junto a Quinn y Arturo cuando descubrió que su amigo Quinn había descubierto accidentalmente el viaje entre universos paralelos y que terminó perdiéndolos entre las dimensiones. 
A diferencia de sus compañeros más científicos, Wade tiene creencias espirituales y místicas, cree en la reencarnación, es vegetariana, cree en la astrología (tema que domina bien), en los poderes psíquicos y en la no violencia. Es bien versada en informática. Tuvo varios acercamientos románticos con Quinn incluyendo varios besos y luego tuvo una antagónica relación con Maggie Beckett (el personaje que reemplazó al profesor Arturo) en parte por celos con respecto a Quinn. Eventualmente Wade es tomada prisionera junto con Rembrandt por los Krommaggs y llevada a un campo de reproducción Krommagg donde las mujeres son embarazadas a la fuerza para reproducir bebés Krommagg.
De ella no se sabría nada hasta la quinta temporada en el episodio Réquiem, donde Wade logra contactar mentalmente a Rembrandt Brown indicándole su posición y confirmando que aún seguía viva, con la ayuda de los otros deslizadores abre un portal hasta el mundo donde se encontraba cautiva, allí se descubre que los Krommagg la habían transformado en una máquina para destruir a la humanidad, gracias a su viejo amigo Rembrandt recobra la conciencia y destruye a los krommagg presentes, antes de morir, crea un portal para que sus viejos compañeros huyan antes de la explosión que ella misma causa en la base kromagg y Rembrandt rehúsa dejar a su amiga y decide perecer para no abandonar de nuevo a su compañera.
Tras una escena en que Maggie Beckett recuerda las tragedias de sus compañeros como la muerte del profesor Maximillian Arturo, el secuestro de Wade y las desapariciones de Quinn y Colin, ve para su sorpresa que Rembrandt escapó a última hora gracias a la voluntad de Wade, infortunadamente Rembrandt revela que Wade murió y esta al final se despide de él diciéndole que siempre estará a su lado.